# Plynová chromatografie

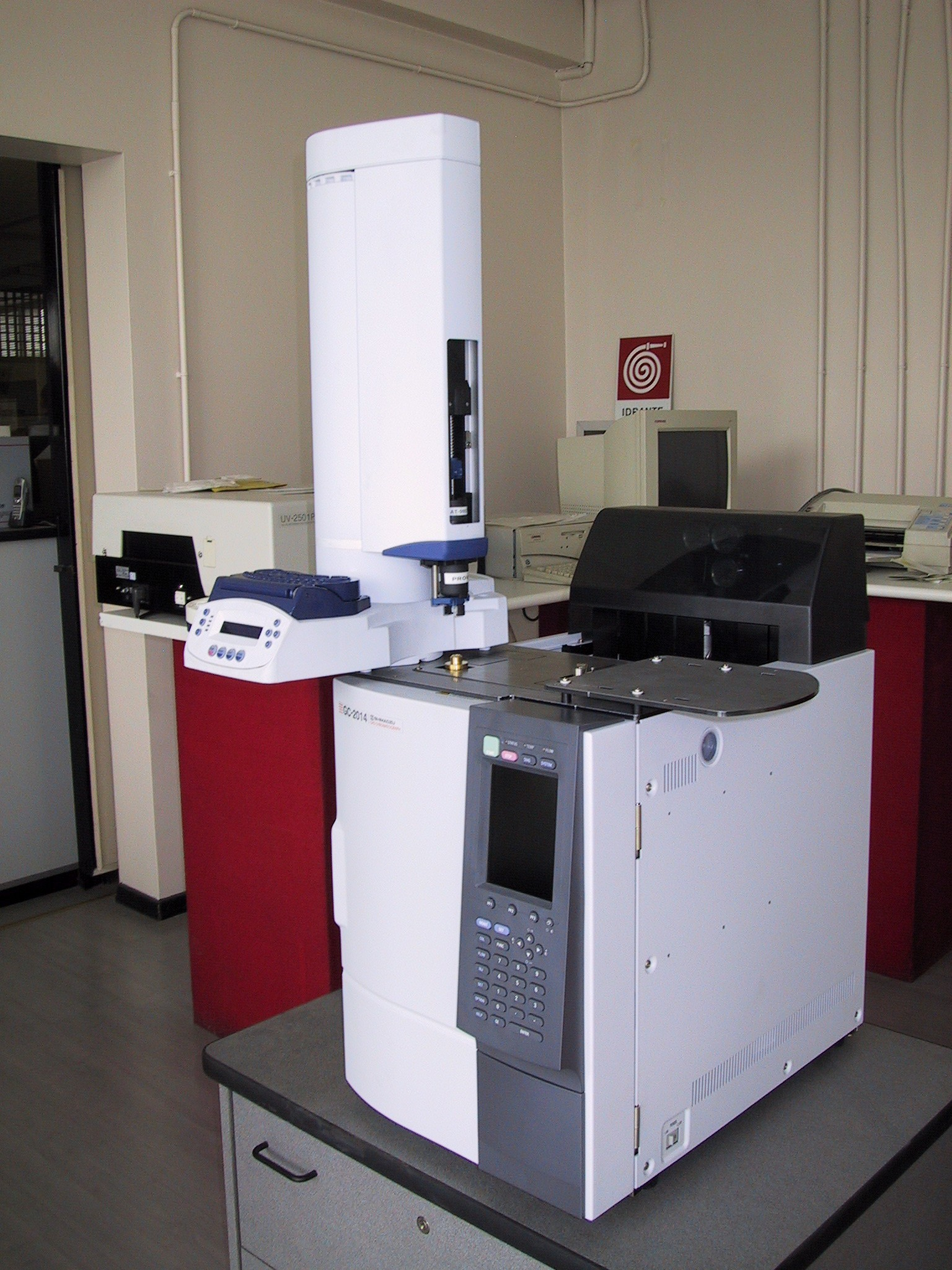
Plynový chromatograf Hewlett Packard. Model 5890

Plynová chromatografie (anglicky Gas chromatography, zkratka GC) je typ separační metody, kdy se od sebe oddělují složky obsažené ve vzorku a které mohou být převedeny do plynné fáze, aniž by došlo k jejich rozkladu. Stacionární (nepohyblivá) fáze interaguje se složkami vzorku, který je unášen mobilní (pohyblivou, zde plynovou) fází, a proto se při pohybu zdržují. Na konec stacionární fáze se tedy dostávají dříve složky méně zadržované.

## Princip metody
Vzorek se dávkuje do proudu plynu, který jej dále unáší kolonou. Proto se mobilní fáze nazývá nosný plyn. Aby vzorek mohl být transportován, musí se ihned přeměnit na plyn. V koloně se složky separují na základě různé schopnosti různě silně se poutat se stacionární fází. Složky opouštějící kolonu indikuje detektor. Signál z detektoru se vyhodnocuje a z časového průběhu intenzity signálu se určí druh a kvantitativní zastoupení složek.

## Instrumentace

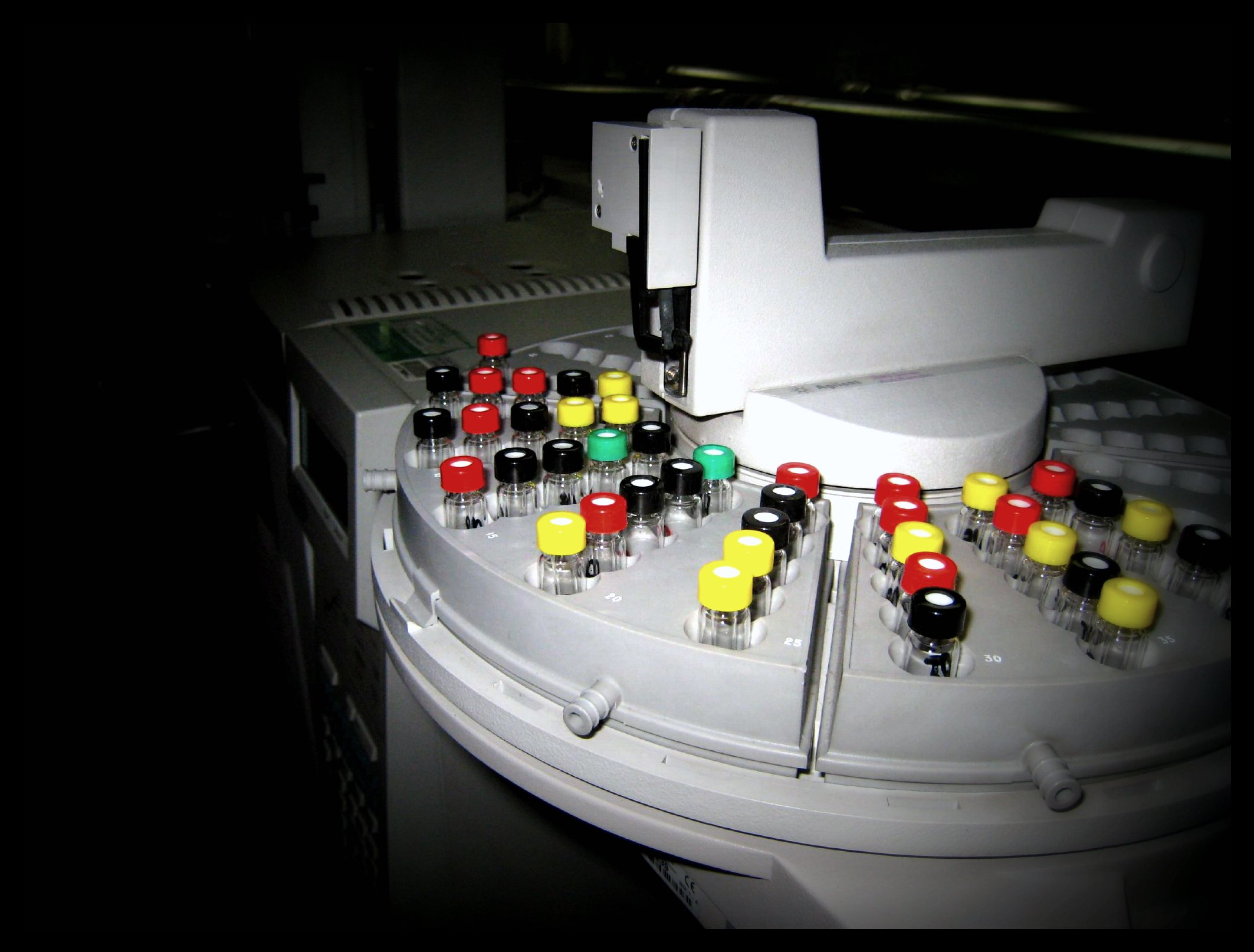
Autosampler GC

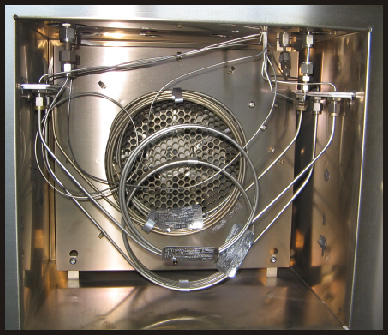
Dvě kolony, uložené v termostatu; rovnoměrné rozložení teploty zajišťuje větrák (za mřížkou uprostřed vzadu)

- Zdrojem nosného plynu je tlaková lahev obsahující dusík, helium nebo argon. Druh plynu je určen jeho úkolem unášet vzorek kolonou a potřebou inertního chování vůči jeho složkám. Nemá přímý vliv na separaci. Při použití detekce ionizací plamenem (FID) je zapotřebí ještě přívod vodíku a kyslíku do oblasti detektoru (tj. až za kolonou).
- Čisticí zařízení zachycuje vlhkost a nečistoty v nosném plynu, Odstraňuje stopy reaktivního kyslíku, který nevratně poškozuje stacionární fázi v koloně.
- Regulační systém zajišťuje stálý nebo programově se měnící průtok nosného plynu. (Ten musí pro kontrolu a možnost regulace snímat a zobrazovat nějaký indikátor) Jiný regulační systém zajišťuje stálou nebo programově se měnící teplotu termostatu (která opět musí také být monitorována).
- Dávkovač neboli injektor slouží k zavedení vzorku do proudu nosného plynu. Roztoky (nebo zkoumaný vzorek směsi plynů) dávkujeme injekčními stříkačkami (často speciálně vyrobenými a kalibrovanými pro použití v plynové chromatografii – mikrosyringes) přes pryžové septum. Hovoříme o nástřiku vzorku. U moderních chromatografů je lidský faktor (k eliminaci nepřesností) nahrazen autosamplerem – automatickým nástřikem vzorku – viz obrázek vlevo.
- Kolona je část chromatografu, ve které je umístěna stacionární fáze. V koloně nastává separace složek. U kolony jsou důležité tyto parametry: materiál (nejčastěji skleněné nebo kovové), délka a počet závitů, plocha průřezu. V závislosti na metodě detekce je použita buď jedna kolona (absolutní detekce; méně často) nebo dvě kolony (srovnávací detekce – kdy jedna kolona poskytuje lineární srovnávací signál a druhá po nástřiku srovnávaný (analyzovaný) signál; častěji).
- Stacionární fáze je mikrofilm (kapaliny nebo polymeru) na zrnéčkách pevného nosiče, umístěného uvnitř kolony.
- Náplň kolony zrnéčka nosiče, potažená mikrofilmem stacionární fáze. Zrnéčka nosiče musí přesně splňovat požadavky na parametry, vhodné pro určitou oblast analýz: pro různé typy analýz se tyto parametry liší. Mezi tyto parametry patří vnější průměr zrnéček (obvykle 100–300 μm), homogenita nebo rozptyl a procentuální zastoupení velikostí zrnéček), jejich pórovitost (také struktura/architektura pórů), materiál/chemické složení. U starších typů se kolony plnívaly ručně – tehdy mělo značný význam rovnoměrnost "upěchování" náplně (aby nemohly vzniknout „hluché“ prostory – „kapsy“). V současnosti se používají strojně plněné, bez možnosti další manipulace "Packed Columns".
- Detektor slouží k detekci látek v nosném plynu (signalizuje nám její přítomnost). Druhy detektorů:
  - ECD (z anglického electron capture detector – detekce vychytáváním elektronů) se používá pro detekci látek s vysokou elektronegativitou (halogeny, organokovové sloučeniny, nitrily... – výběr není příliš veliký). Principem je násobení emitovaných elektronů z beta záření, vyzařovaného fólií radioaktivního niklu 63Ni o intenzitě 370 MBq. V případech, kdy lze tuto detekci použít, je její citlivost desetkrát až tisíckrát vyšší než u FID a milionkrát vyšší než u TCD
  - FID (z anglického flame ionization detector – detekce ionizací plamenem). Zjednodušeně je detekce založena na detekci kladných i záporných iontů, vzniklých vzplanutím analyzované látky ve vodíkovém plameni, kdy anionty putují k anodě a kationty ke katodě a vzniklý proud je měřen. Je citlivější než TCD, ale méně citlivý, než ECD (platí pouze pro látky vhodné k detekci ECD). Nevýhodou je nemožnost detekce CO2, CO, snížená (a tím nerovnoměrná) citlivost na heteroatomy a v neposlední řadě destrukce analytu – nelze pokračovat v jeho další analýze jinými/navazujícími metodami.
  - TCD (z anglického thermal conductivity detector – detekce změny tepelné vodivosti průchodem analytu, který většinou snižuje tepelnou vodivost), jinak nazývaný také katharometr. Ve vytemperované komůrce je žhavené vlákno, které stabilizovaně odevzdává teplo stěnám komůrky detektoru, dokud nepřiteče analyt, který sníží tepelnou vodivost a vlákno se více zahřeje a tím dojde ke změně elektrického odporu. Tento výkyv se indikuje za pomoci Wheatstoneova můstku.
- Vyhodnocovací zařízení zpracovává signál z detektoru, zakresluje chromatografickou křivku (chromatogram) a provádí její vyhodnocení.
- Termostat zajišťuje dostatečně vysokou teplotu dávkovače, kolony a detektoru k udržení vzorku v plynném skupenství. Pro určité druhy analýz se používá stanovený teplotní režim, kdy se teplota termostatu plynule mění v čase přesně naprogramovaným způsobem. Termostat kolony představuje největší objem chromatografu, termostaty dávkovače a detektoru jsou podstatně méně objemné.

## Eluční parametry
Eluční parametry jsou veličiny používané v kolonové chromatografii k charakterizaci chování látky v daném chromatografickém systému.
Eluční vzdálenost XR (v cm) je vzdálenost vrcholu píku od počátku chromatogramu. Lze ji přímo odečíst na chromatogramu.
Eluční čas tR (v min) je doba průchodu látky chromatografickou kolonou, tj. doba od nástřiku látky na kolonu k dosažení maxima eluční křivky. Eluční čas se vypočítá z eluční vzdálenosti XR a rychlosti posunu registračního papíru s (v cm min−1).
Eluční objem VR (v ml) je objem mobilní fáze prošlý kolonou za dobu tR při objemovém průtoku mobilní fáze FM (v ml.min−1).
Distribuční konstanta KD je poměr rovnovážných koncentrací dělené látky ve stacionární a mobilní fázi za předpokladu, že tato látka je v obou fázích přítomna v téže molekulové formě.

## Účinnost chromatografické kolony
Teoretické patro: Počet teoretických pater udává účinnost chromatografické kolony. Čím větší je počet teoretických pater, tím méně je rozmývána zóna separované látky při průchodu kolonou. Pro tutéž kolonu je počet teoretických pater pro různé látky různý.
Počet efektivních pater zahrnuje korekci na mrtvý objem kolony. Základem výpočtu hodnot jsou redukované eluční veličiny.
Výškový ekvivalent teoretického patra slouží k porovnání účinnosti kolon různé délky

## Vyhodnocení analýzy
Kvalitativní vyhodnocení je založeno na znalosti retenčních dat (retenční čas, retenční objem). Retenční čas je doba, která uplyne od nástřiku vzorku do dosažení maxima křivky (píku) a retenční objem je proteklý objem kolonou za tuto dobu. Retenční čas a retenční objem jsou charakteristickými veličinami pro každou separovanou látku v daném systému. Pro identifikaci složek provádíme porovnáváním retenčních dat standardu a identifikované látky. Tato retenční data se získají „cejchováním“ pomocí plynů o známém složení, kdy se zjistí jaké retenční časy mají jednotlivé složky.
Kvantitativní analýza se skládá z vlastního provedení analýzy (získání chromatogramu – píků) a vyhodnocení plochy píků. Vyhodnocení plochy píků (A) může být provedeno buď planimetrováním, násobením, triangulací nebo vystřihováním a vážením.

## Příklady stanovení
Pro nutnost přeměny analytů v plyny můžeme separovat takové látky, které mají dostatečný tlak syté páry, jsou tepelně stálé a mají relativní molekulovou hmotnost menší než 1000. Obecně může být metoda použita k separaci plynů, většiny nedisociovatelných kapalin a organických sloučenin, které jsou za standardních podmínek v pevném skupenství a mnoha organokovových látek. Některé vzorky se mohou s výhodou před vlastní analýzou podrobit specifickým chemickým reakcím a dále jsou analyzovány vzniklé produkty - deriváty. Není použitelná pro separaci makromolekul, organických a anorganických solí.

## Methanolová aféra
Plynová chromatografie byla hojně využívána v souvislosti s methanolovou aférou, která postihla ČR na podzim roku 2012. Plynová chromatografie je totiž jednou z technik, jak stanovit množství relativně (ve srovnání s ethanolem) vysoce toxického methanolu vedle méně škodlivého ethanolu. Mezi dalšími metodami je například Ramanova spektroskopie.

## Doplňující a navazující metody
Plynová chromatografie může být s výhodou doplněna hmotnostní spektrometrií (MS) (z anglického mass spectrometry). Toto spojení je označováno GC-MS nebo GC/MS a ve špičkových analytických laboratořích jsou používány přístroje, analyzující tandemově oběma metodami. Tyto analýzy patří ke "zlatému standardu". Pochopitelně, že v první etapě plynové chromatografie nemůže být použit FID.

## Galerie

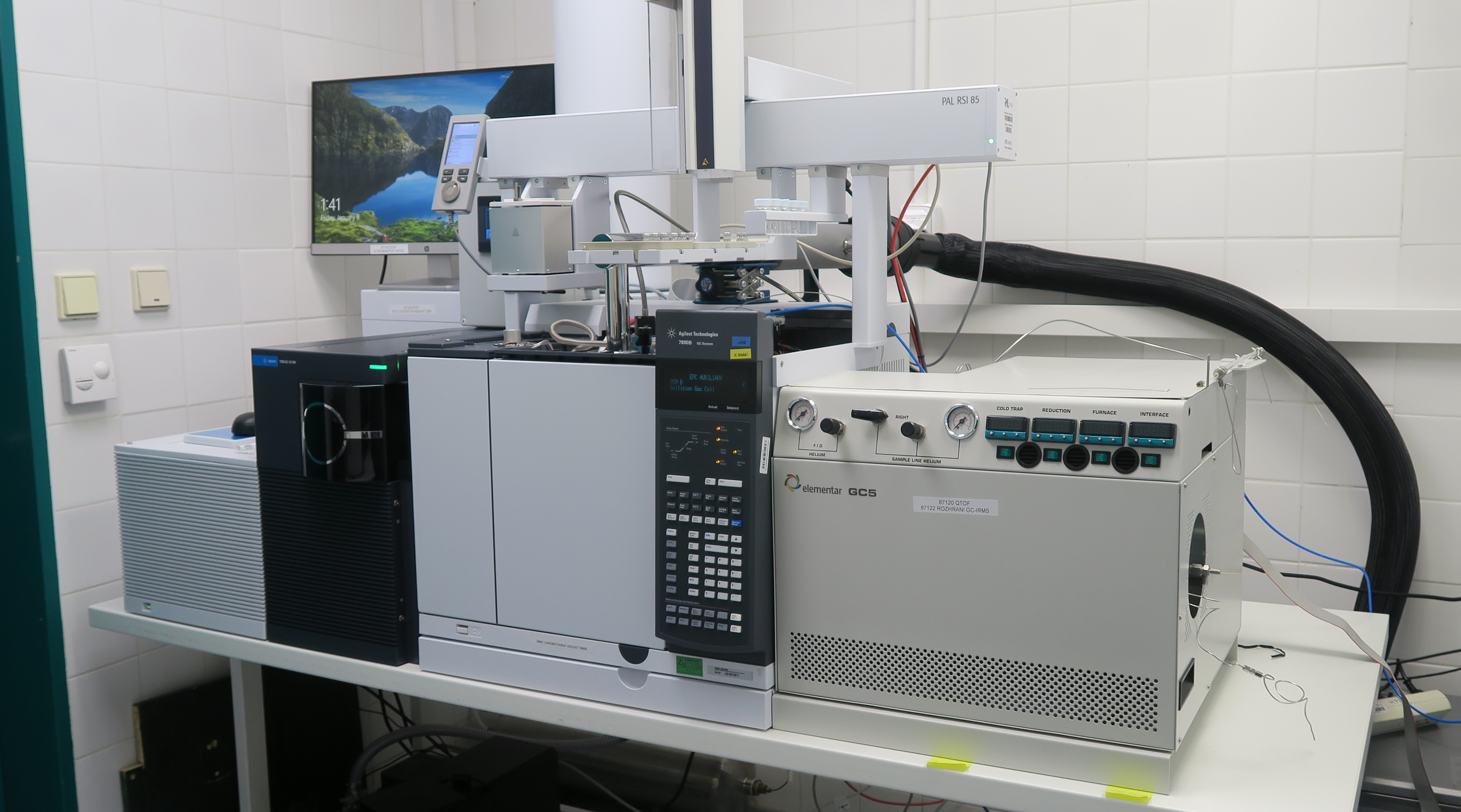
Plynový chromatograf pro GCxGC analýzy napojený na hmotnostní detektor QTOF a GC-IRMS rozhraní v laboratoři SZPI v Brně.
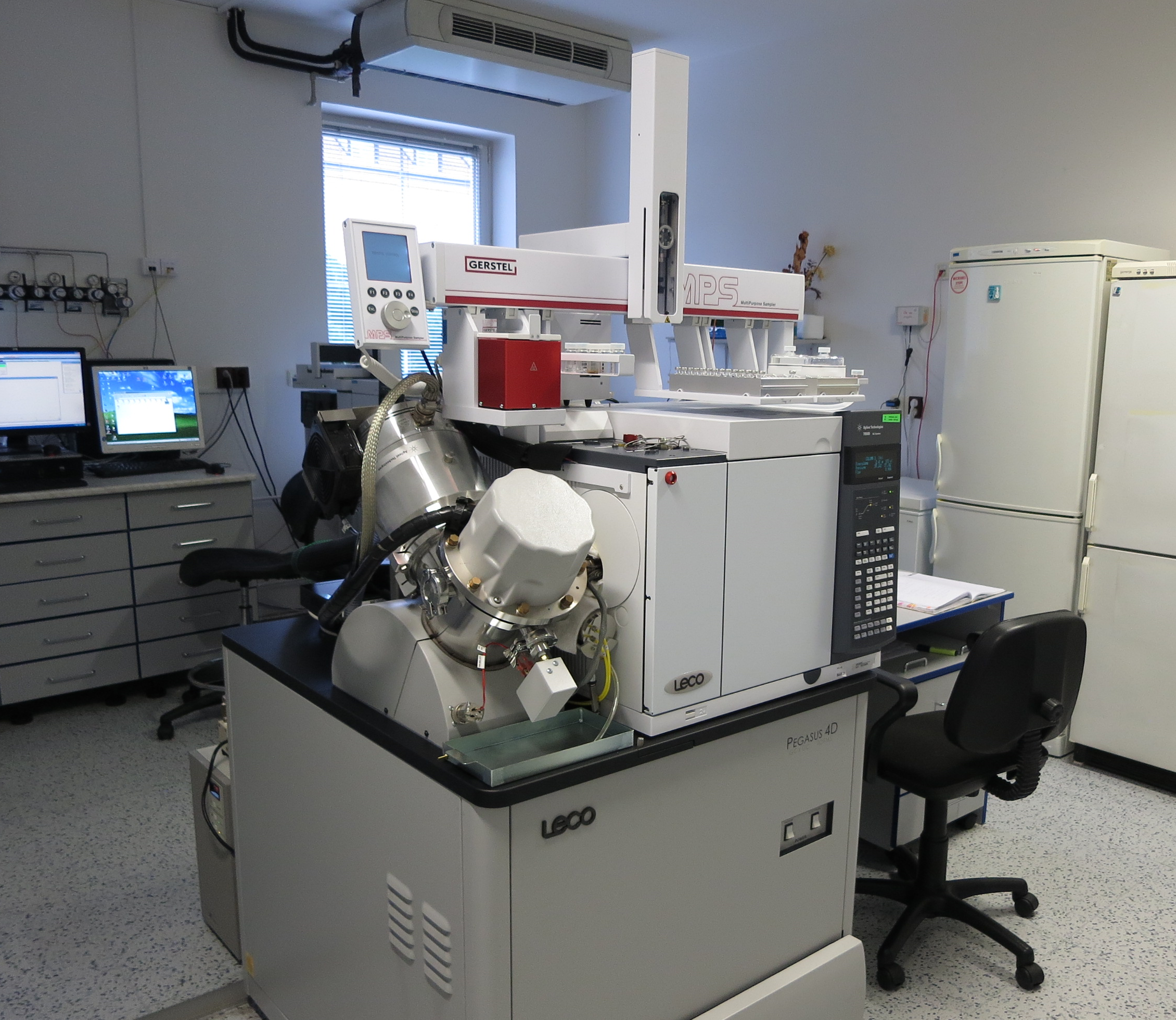
Dvourozměrný plynový chromatograf (GCxGC) s hmotnostním spektrometrem pracujícím na principu doby letu („time-of-flight“, TOF), který se používá zejména ke stanovení reziduí pesticidů a dalších těkavých kontaminantů organického původu v potravinách v laboratoři SZPI v Praze.
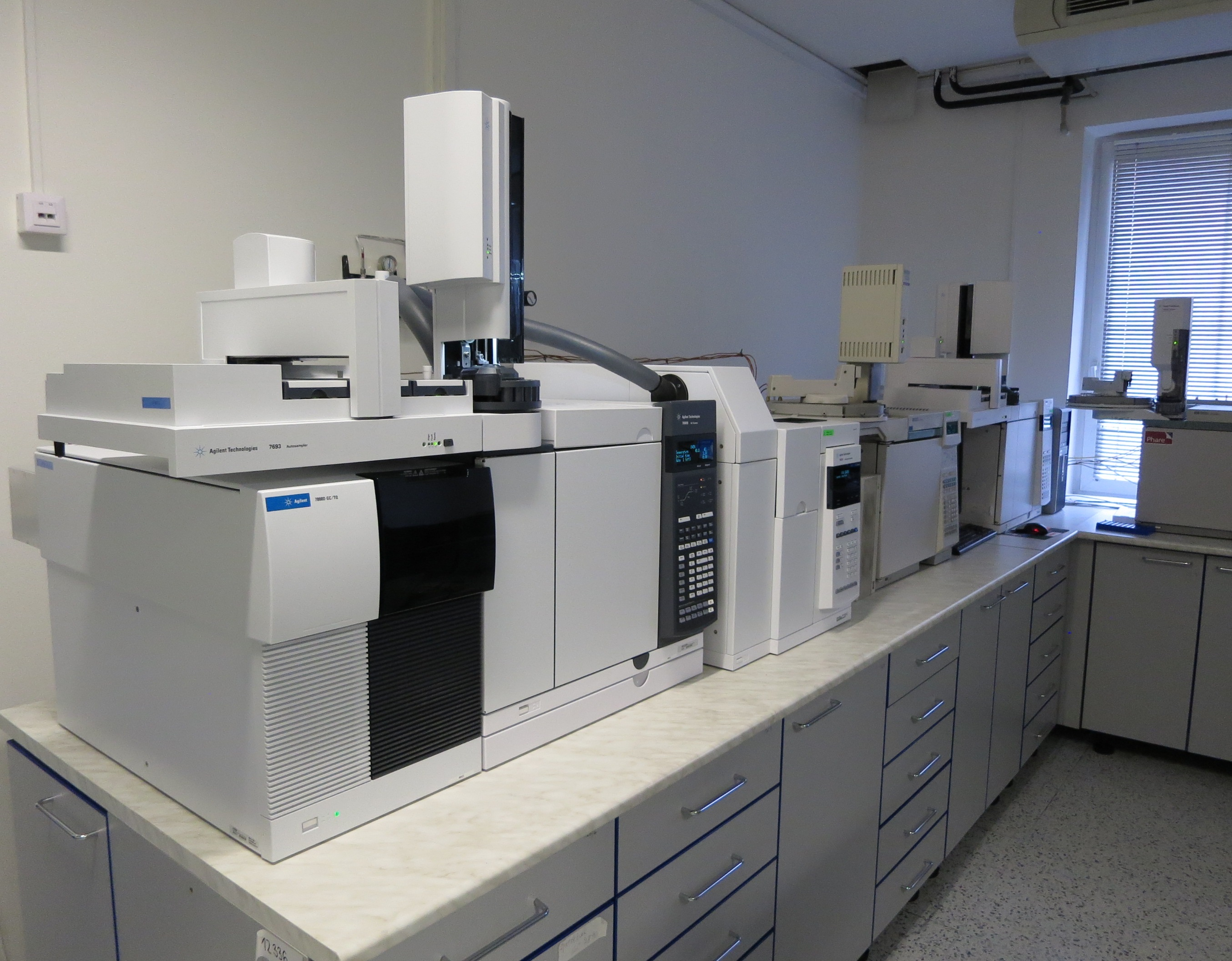
Plynové chromatografy s různými detektory, které slouží ke kontrole pravosti rostlinných olejů a tuků a ke kontrole pravosti a kvality lihovin v laboratoři SZPI v Praze.
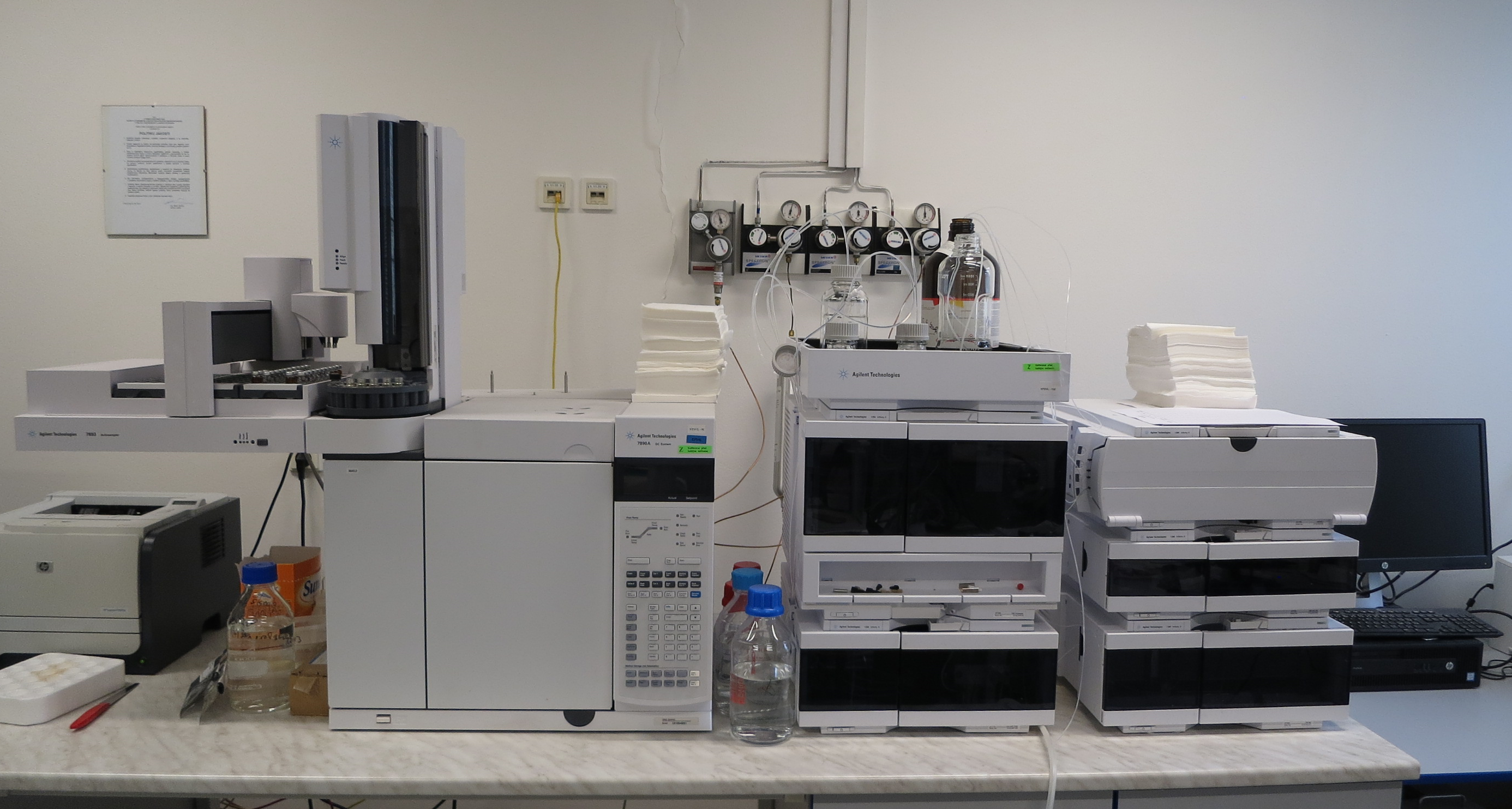
Vlevo - plynový chromatograf sloužící ke stanovení obsahu vody a nikotinu v kouřovém kondenzátu cigaret. Vpravo - kapalinový chromatograf používaný ke stanovení organických kyselin, náhradních sladidel, cukrů a polymerních triacylglycerolů v laboratoři SZPI v Praze.